# Øyvind Storflor
Øyvind Storflor (Trondheim, 18 dicembre 1979) è un ex calciatore norvegese, di ruolo attaccante.

## Carriera

### Club

#### Gli esordi al Rosenborg
Storflor è stato aggregato alla prima squadra del Rosenborg in vista del campionato 1999. Ha esordito nell'Eliteserien il 30 luglio 1999, subentrando a Runar Berg nei minuti finali della sfida contro il Kongsvinger, vinta per 1-0. Il 29 febbraio 2000 ha avuto modo di debuttare nella Champions League: ha sostituito Roar Strand all'inizio del secondo tempo dell'incontro con la Dinamo Kiev, perso per 2-1. Il 22 maggio successivo, è arrivata la prima rete nella massima divisione norvegese, che ha sancito la vittoria per 0-3 sul Bodø/Glimt. In questi due anni, ha vinto altrettanti campionati.

#### Moss
Nel 2001, il Moss ha preso in prestito Storflor. Ha disputato il primo incontro con questa casacca il 16 aprile, nella sconfitta per 1-0 sul campo del Brann. Il 19 agosto successivo, ha siglato la prima rete e contribuì alla vittoria per 3-1 sul Tromsø. A fine anno, il Moss ha scelto di tenere in squadra il calciatore e ha pagato 500.000 corone al Rosenborg per acquistarne il cartellino a titolo definitivo. Il 29 settembre 2002, ha firmato la prima doppietta della sua carriera in campionato: nella vittoria per 1-6 in casa dello Start, infatti, ha messo a referto due marcature. Al termine della stagione, il Moss è retrocesso in 1. divisjon.

#### Il ritorno al Rosenborg
Alla fine del mese di gennaio 2003, il Rosenborg ha acquistato nuovamente il cartellino di Storflor, in cambio di 1.000.000 di corone. Inizialmente, dovette sedersi in panchina, ma alla fine dell'estate conquistò maggiore spazio in squadra. Ha mantenuto il posto da titolare fino al campionato 2007, quando lo ha perso in favore di Abdou Razack Traoré. Rimasto spesso in panchina anche l'anno seguente, si è svincolato al termine della stagione. In queste stagioni, sono arrivati altri tre titoli nazionali (2003, 2004 e 2006) e un Norgesmesterskapet (2003).

#### Strømsgodset
Il 29 agosto 2008 è stato ufficializzato il suo passaggio allo Strømsgodset a parametro zero, a partire dal 1º gennaio successivo. Ha debuttato  con questa maglia il 15 marzo 2009, quando è stato schierato titolare nel pareggio per 3-3 contro lo Start. Ha segnato la prima rete il 21 giugno, nella vittoria per 2-1 sul Tromsø. L'anno seguente, contribuì al successo finale nel Norgesmesterskapet 2010, che ha garantito l'accesso all'Europa League 2011-2012. Proprio in questa competizione, ha realizzato un gol nella sconfitta per 2-1 in casa dell'Atlético Madrid. Il 7 giugno 2014, ha rinnovato il contratto che lo legava al club fino al 31 dicembre 2016. Il 2 agosto 2015 ha giocato la 200ª partita per lo Strømsgodset, in occasione della vittoria per 0-6 sul campo del Tromsø.

#### Ranheim
Il 21 dicembre 2016, il Ranheim ha reso noto d'aver ingaggiato Storflor, che ha firmato col club un contratto valido a partire dal 1º gennaio 2017.
Il 16 gennaio 2018 ha firmato un nuovo contratto con il Ranheim, valido per una stagione.

### Nazionale
Storflor ha giocato 4 partite per la Norvegia under 21. Ha esordito il 22 febbraio 2000, quando è stato titolare nella vittoria per 0-1 contro la Finlandia under 21. Tre giorni più tardi, Finlandia e Norvegia si sono affrontate nuovamente e quest'ultima selezione s'è imposta per 1-4, con Storflor che ha realizzato una delle marcature (l'unica in carriera per l'Under-21). È stato convocato nella Nazionale maggiore agli inizi del 2005, debuttando il 22 gennaio nel pareggio per 1-1 contro il Kuwait. Conta 3 presenze per la Norvegia.

## Statistiche

### Presenze e reti nei club
Statistiche aggiornate al 1º gennaio 2020.
| Stagione            | Club                | Campionato          | Campionato | Campionato | Coppe nazionali | Coppe nazionali | Coppe nazionali | Coppe continentali | Coppe continentali | Coppe continentali | Supercoppe | Supercoppe | Supercoppe | Totale | Totale |
| Stagione            | Club                | Comp                | Pres       | Reti       | Comp            | Pres            | Reti            | Comp               | Pres               | Reti               | Comp       | Pres       | Reti       | Pres   | Reti   |
| ------------------- | ------------------- | ------------------- | ---------- | ---------- | --------------- | --------------- | --------------- | ------------------ | ------------------ | ------------------ | ---------- | ---------- | ---------- | ------ | ------ |
| 1999                | Rosenborg           | ES                  | 4          | 0          | CN              | 0               | 0               | UCL                | 1                  | 0                  | -          | -          | -          | 4      | 0      |
| 2000                | Rosenborg           | ES                  | 8          | 1          | CN              | 0               | 0               | UCL                | 0                  | 0                  | -          | -          | -          | 8      | 1      |
| 2001                | Moss                | ES                  | 25         | 2          | CN              | 3               | 2               | -                  | -                  | -                  | -          | -          | -          | 28     | 4      |
| 2002                | Moss                | ES                  | 25         | 8          | CN              | 4               | 0               | -                  | -                  | -                  | -          | -          | -          | 29     | 8      |
| Totale Moss         | Totale Moss         | Totale Moss         | 50         | 10         |                 | 7               | 2               |                    | -                  | -                  |            | -          | -          | 57     | 12     |
| 2003                | Rosenborg           | ES                  | 16         | 8          | CN              | 5               | 3               | UCL+CU             | 1+5                | 0+1                | -          | -          | -          | 27     | 12     |
| 2004                | Rosenborg           | ES                  | 24         | 2          | CN              | 3               | 2               | UCL                | 9                  | 1                  | -          | -          | -          | 36     | 5      |
| 2005                | Rosenborg           | ES                  | 20         | 5          | CN              | 4               | 6               | UCL                | 8+2                | 1+0                | -          | -          | -          | 34     | 12     |
| 2006                | Rosenborg           | ES                  | 24         | 3          | CN              | 5               | 3               | -                  | -                  | -                  | -          | -          | -          | 29     | 6      |
| 2007                | Rosenborg           | ES                  | 14         | 1          | CN              | 4               | 1               | UCL+CU             | 4+2                | 0                  | -          | -          | -          | 29     | 6      |
| 2008                | Rosenborg           | ES                  | 12         | 1          | CN              | 2               | 0               | CU                 | 2                  | 0                  | -          | -          | -          | 16     | 1      |
| Totale Rosenborg    | Totale Rosenborg    | Totale Rosenborg    | 122        | 21         |                 | 23              | 15              |                    | 34                 | 3                  |            | -          | -          | 179    | 39     |
| 2009                | Strømsgodset        | ES                  | 22         | 5          | CN              | 1               | 0               | -                  | -                  | -                  | -          | -          | -          | 23     | 5      |
| 2010                | Strømsgodset        | ES                  | 24         | 5          | CN              | 6               | 0               | -                  | -                  | -                  | -          | -          | -          | 30     | 5      |
| 2011                | Strømsgodset        | ES                  | 28         | 2          | CN              | 3               | 0               | UEL                | 2                  | 1                  | -          | -          | -          | 33     | 3      |
| 2012                | Strømsgodset        | ES                  | 27         | 4          | CN              | 5               | 3               | -                  | -                  | -                  | -          | -          | -          | 32     | 7      |
| 2013                | Strømsgodset        | ES                  | 27         | 6          | CN              | 1               | 0               | UEL                | 4                  | 1                  | -          | -          | -          | 32     | 7      |
| 2014                | Strømsgodset        | ES                  | 26         | 4          | CN              | 3               | 1               | UCL                | 2                  | 0                  | -          | -          | -          | 31     | 5      |
| 2015                | Strømsgodset        | ES                  | 27         | 4          | CN              | 1               | 1               | UEL                | 4                  | 0                  | -          | -          | -          | 32     | 5      |
| 2016                | Strømsgodset        | ES                  | 24         | 4          | CN              | 3               | 1               | UEL                | 1                  | 0                  | -          | -          | -          | 28     | 5      |
| Totale Strømsgodset | Totale Strømsgodset | Totale Strømsgodset | 205        | 34         |                 | 23              | 6               |                    | 13                 | 2                  |            | -          | -          | 241    | 42     |
| 2017                | Ranheim             | 1D                  | 23+4       | 0          | CN              | 1               | 0               | -                  | -                  | -                  | -          | -          | -          | 28     | 0      |
| 2018                | Ranheim             | ES                  | 23         | 3          | CN              | 1               | 0               | -                  | -                  | -                  | -          | -          | -          | 24     | 3      |
| 2019                | Ranheim             | ES                  | 21         | 1          | CN              | 4               | 0               | -                  | -                  | -                  | -          | -          | -          | 25     | 1      |
| Totale Ranheim      | Totale Ranheim      | Totale Ranheim      | 67+4       | 10+0       |                 | 6               | 0               |                    | -                  | -                  |            | -          | -          | 77     | 4      |
| Totale              | Totale              | Totale              | 444+4      | 69+0       |                 | 59              | 23              |                    | 47                 | 5                  |            | -          | -          | 554    | 97     |

### Cronologia presenze e reti in Nazionale
| Cronologia completa delle presenze e delle reti in nazionale ― Norvegia | Cronologia completa delle presenze e delle reti in nazionale ― Norvegia | Cronologia completa delle presenze e delle reti in nazionale ― Norvegia | Cronologia completa delle presenze e delle reti in nazionale ― Norvegia | Cronologia completa delle presenze e delle reti in nazionale ― Norvegia | Cronologia completa delle presenze e delle reti in nazionale ― Norvegia | Cronologia completa delle presenze e delle reti in nazionale ― Norvegia | Cronologia completa delle presenze e delle reti in nazionale ― Norvegia |
| Data                                                                    | Città                                                                   | In casa                                                                 | Risultato                                                               | Ospiti                                                                  | Competizione                                                            | Reti                                                                    | Note                                                                    |
| ----------------------------------------------------------------------- | ----------------------------------------------------------------------- | ----------------------------------------------------------------------- | ----------------------------------------------------------------------- | ----------------------------------------------------------------------- | ----------------------------------------------------------------------- | ----------------------------------------------------------------------- | ----------------------------------------------------------------------- |
| 22/01/2005                                                              | Madinat al-Kuwait                                                       | Kuwait                                                                  | 1 – 1                                                                   | Norvegia                                                                | Amichevole                                                              | -                                                                       |                                                                         |
| 25/01/2005                                                              | Riffa                                                                   | Bahrein                                                                 | 0 – 1                                                                   | Norvegia                                                                | Amichevole                                                              | -                                                                       |                                                                         |
| 28/01/2005                                                              | Amman                                                                   | Giordania                                                               | 0 – 0                                                                   | Norvegia                                                                | Amichevole                                                              | -                                                                       |                                                                         |
| 11/10/2013                                                              | Maribor                                                                 | Slovenia                                                                | 3 – 0                                                                   | Norvegia                                                                | Amichevole                                                              | -                                                                       |                                                                         |
| Totale                                                                  |                                                                         | Presenze                                                                | 4                                                                       |                                                                         | Reti                                                                    | 0                                                                       |                                                                         |

## Palmarès

### Club

#### Competizioni nazionali
- Campionato norvegese: 6

Rosenborg: 1999, 2000, 2003, 2004, 2006
Strømsgodset: 2013
- Coppa di Norvegia: 2

Rosenborg: 2003
Strømsgodset: 2010